# Tmarus albidus
Tmarus albidus là một loài nhện trong họ Thomisidae.
Loài này thuộc chi Tmarus. Tmarus albidus được Ludwig Carl Christian Koch miêu tả năm 1876.